# Ново-Село (Пловдивська область)
Но́во-Се́ло (болг. Ново село) — село в Пловдивській області Болгарії. Входить до складу общини Стамболійський.

## Населення
За даними перепису населення 2011 року у селі проживали 2543 особи.
Національний склад населення села:
| Національність   | Кількість осіб | Відсоток |
| ---------------- | -------------- | -------- |
| болгари          | 1785           | 74,2%    |
| турки            | 339            | 14,1%    |
| цигани           | 275            | 11,4%    |
| Всього відповіли | 2405           |          |

Розподіл населення за віком у 2011 році:
Динаміка населення: